# Поперечная мышца живота
Поперечная мышца живота (лат. Musculus transversus abdominis), расположенная под внутренней косой мышцей живота, представляет собой тонкую мышечно-сухожильную пластинку с поперечным направлением мышечных пучков, покрыта собственной фасцией. Мышца начинается на внутренней поверхности VII—XII рёбер (здесь её мышечные зубцы вклиниваются между зубцами рёберной части диафрагмы), внутренней губы подвздошного гребня, пояснично-грудной фасции, латеральной трети паховой связки. Пучки идут горизонтально вперёд и, не достигнув наружного края прямой мышцы живота, переходят в широкий апоневроз по линии, вогнутой в медиальном направлении, — полулунной (спигелева) линии (linea semilunaris). По срединной линии пучки апоневрозов участвуют в образовании Белой линии живота. От нижних отделов поперечной мышцы отделяется небольшое число пучков, присоединяющихся к таким же пучкам от внутренней косой мышцы живота, образуя с ними мышцу, поднимающую яичко (musculus cremaster). Является дном треугольника (ромба) Лесгафта — Гринфельта или же поясничного пространства.

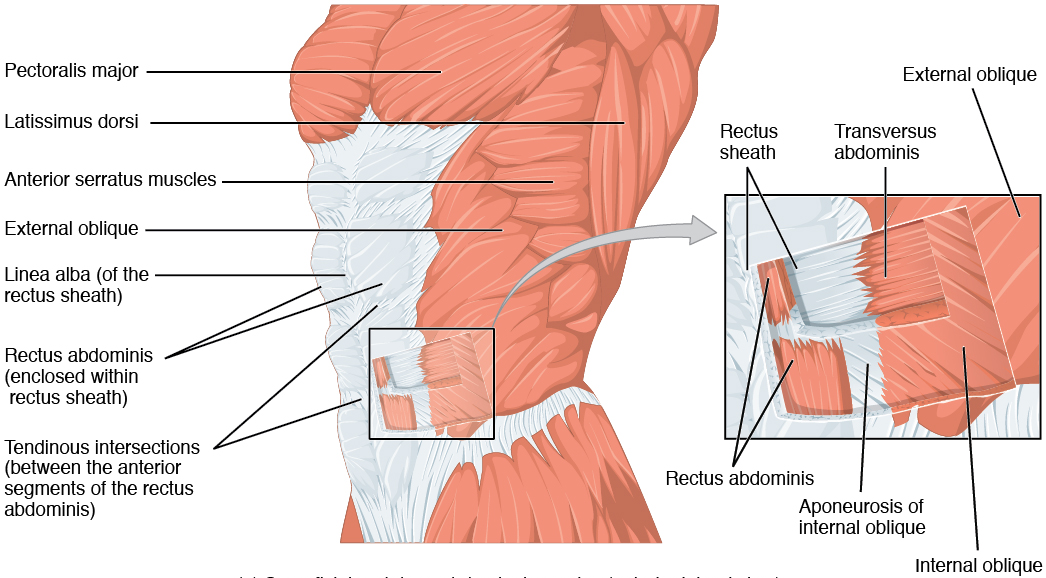

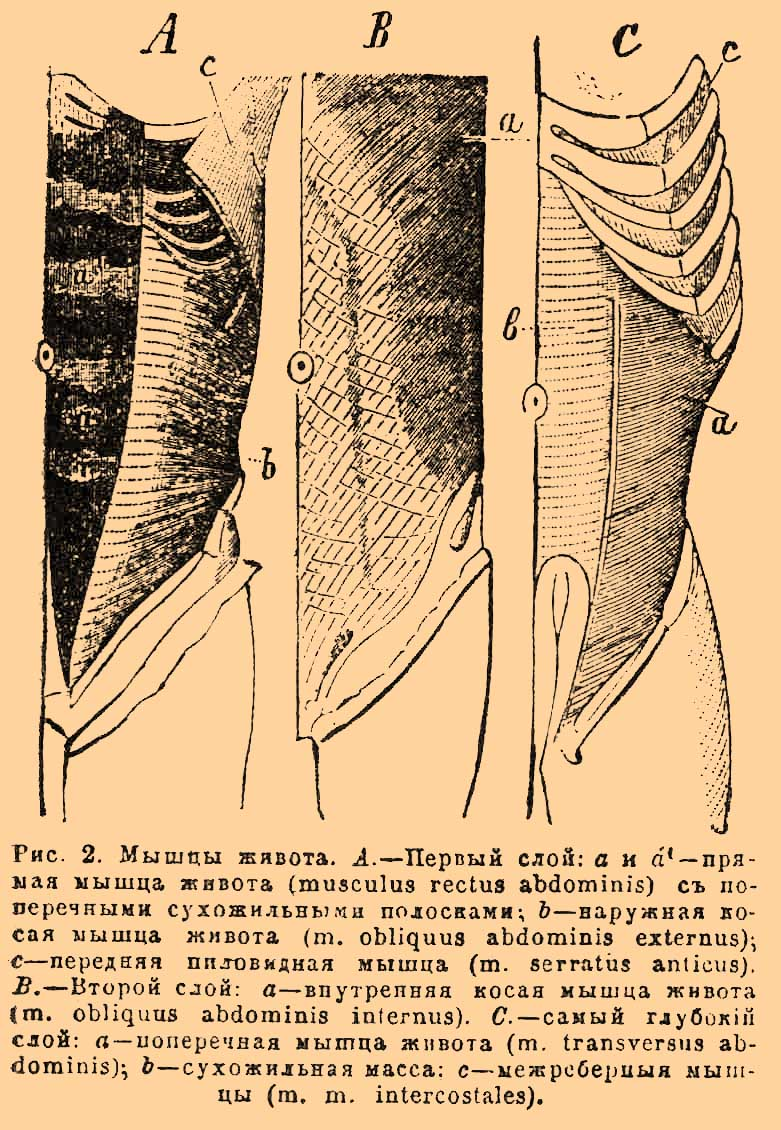

## Функция
Являясь важной составной частью брюшного пресса, мышца уменьшает объём брюшной полости, оттягивает рёбра вперёд к срединной линии. Поддерживает органы брюшной полости в правильном анатомическом положении, является своего рода корсетом в абдоминальной области. Участвует в стабилизации поясничного отдела и костей таза.

## Иннервация
Межрёберные нервы (ThV-ThXII), подвздошно-подчревный нерв (ThXII-LI), подвздошно-паховый нерв (LI).

## Кровоснабжение
Задние межрёберные, верхняя и нижняя надчревные, мышечно-диафрагмальная артерия.